# Lucky Brand Jeans
Lucky Brand Jeans, Lucky Brand, Лакі Бренд (укр. Щасливець, Щаслива (торгова) марка) — американський виробник джинсів, заснований у Верноні у Каліфорнії у 1990 році за Джіном Монтесано й Баррі Перельманом. Lucky також виробляє інший одяг, як спортивні костюми, пуховики, футболки та професійний одяг. У грудні 2013 року Leonard Green & Partners придбали Lucky Brand Jeans за $225 млн від Fifth & Pacific Companies.

## Магазини
Lucky Brand продаються через 150 власних магазинів у США й Пуерто-Рико, Канаді та Європі. В Об'єднаних Арабських Еміратах і Австралії продукти Lucky можна придбати в універмагах David Jones. У США, лаки теж продаються у великих універмагах, як Bloomingdale's, Macy's, Lord & Taylor, Nordstrom, Belk й Dillard's, а також у менших як Buckle.

## Історія

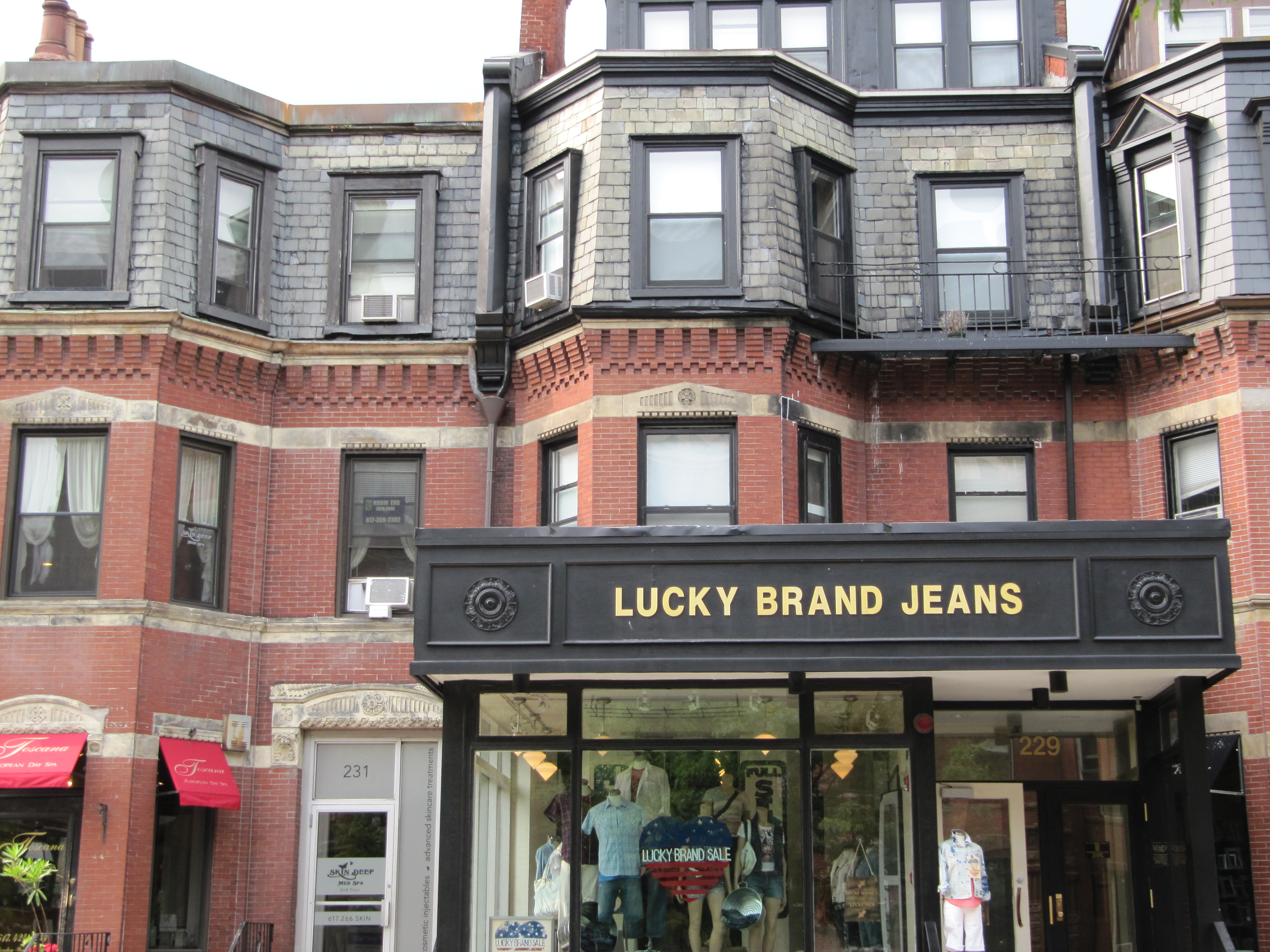
Магазин Lucky Brand Jeans на Ньюбері-стріт у Бостоні

В 1970-ті, 21-річний Джін Монтесано і 17-річний Беррі Перельман відкрив магазин джинсів Four Way Street на Флориді, де вони відбілювали хлоркою звичайні джинси у споживацькій пральні
У 1978 році Монтесано переїхав до Лос-Анджелесу, де з Майклом Карузо почав торгову марку Bongo, що існувала 15 років. Після залишення Бонго, Монтесано приєднався до Перлман у 1990 році, щоб запустити Lucky Brand.
Монтесано і Перлман створили бренд, що відомий увагою до деталей закладені до кожної пари джинсів. Фрази «Lucky You» (Щасливчику, Вам щастить) прошивається «на льоту» до кожної пари джинсів, що, як вони стверджують, досягає мети марки: створити якісний продукт й гарний настрій.
Корпоративна штаб-квартира переїхала з Вернона до Даунтауна Лос-Анджелеса у 2012 році у офісну будівлю 1940-х років в стилі ар-деко розташовану на 540 S. Santa Fe, поруч з історичними мостами 4-ї й 6-ї вулиць.

## Lucky фонд
Lucky Brand Foundation створено у 1996 році для допомоги дітям. На це було зібрано понад 8 мільйонів доларів через залучення рок-виконавців, як Джексон Браун, Джо Кокер, Бі Бі Кінг й Бонні Райтт.

## Вироби

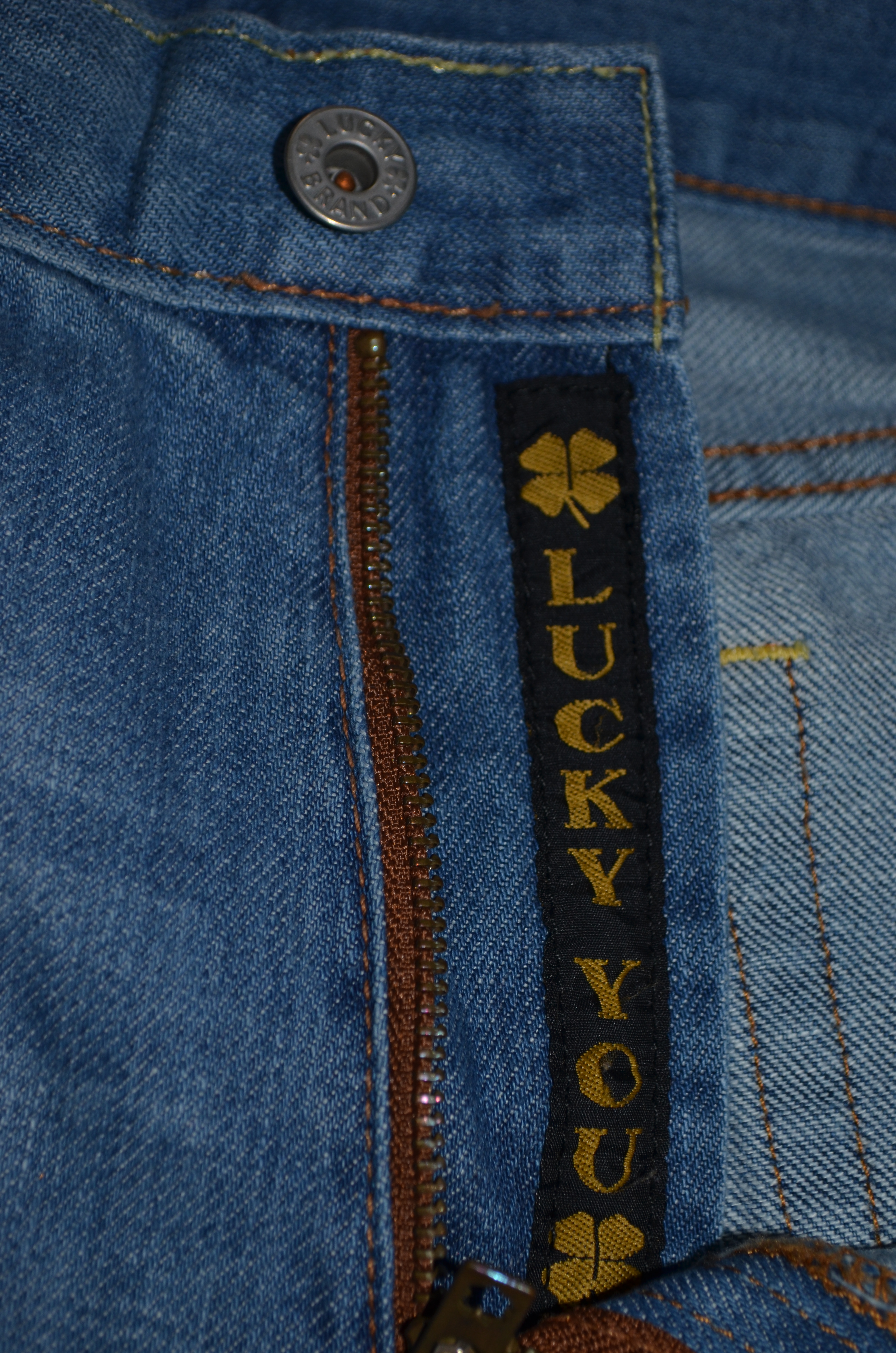
Слоган Lucky You! (Щасливчику)

Всі вироби Lucky, а також їмагазини відображають богемний стиль. Денім є головною часткою виробів й складає становить близько 60 % бізнесу. Всі Lucky Brand джинси мають два чотирилистя конюшини з фразою «LUCKY YOU!», пришиті на зовнішній стороні відвороту ширінки за замочком молнії.
У 2005 році компанія почала шити одяг для малюків й дітлахів до 10-річного віку. У 2006 році компанія відкрила магазини Lucky Brand Jeans Kid, де виключно продається дитячий одяг.
До 2010 року більшість одягу Lucky вироблялося у США, після чого стали переважати речі зроблені в Індонезії, Китаї, Перу, Чилі, В'єтнамі, Мексиці, Шрі-Ланці й на Гаїті. Всі джинси Lucky, що зроблені у ЗДА пошиті вручну у Лос-Анджелесі.
Влітку 2013 року Lucky знову почала продажі Made in America (MIA) джинсів, денім яких виробляється Cone Denim на їхній фабриці White Oak Mill у Грінсборо, Північна Кароліна. Потім джинси шиють вручну у Лос-Анджелесі. Майже кожна тип жіночих й чоловічих джинсів має джинси МІА.

## Галерея

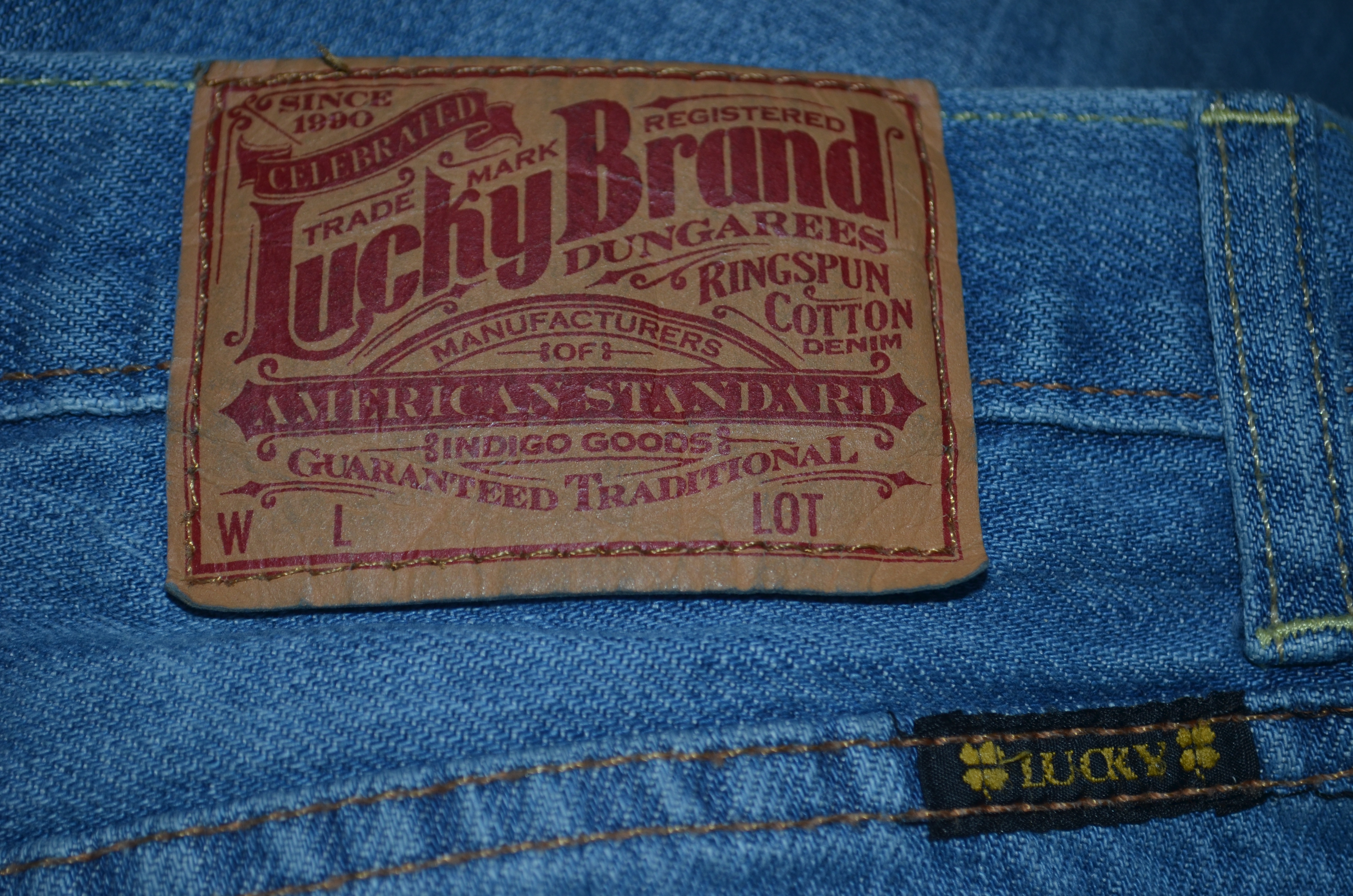
Задній шкіряний ярлик на днинсах Лакі
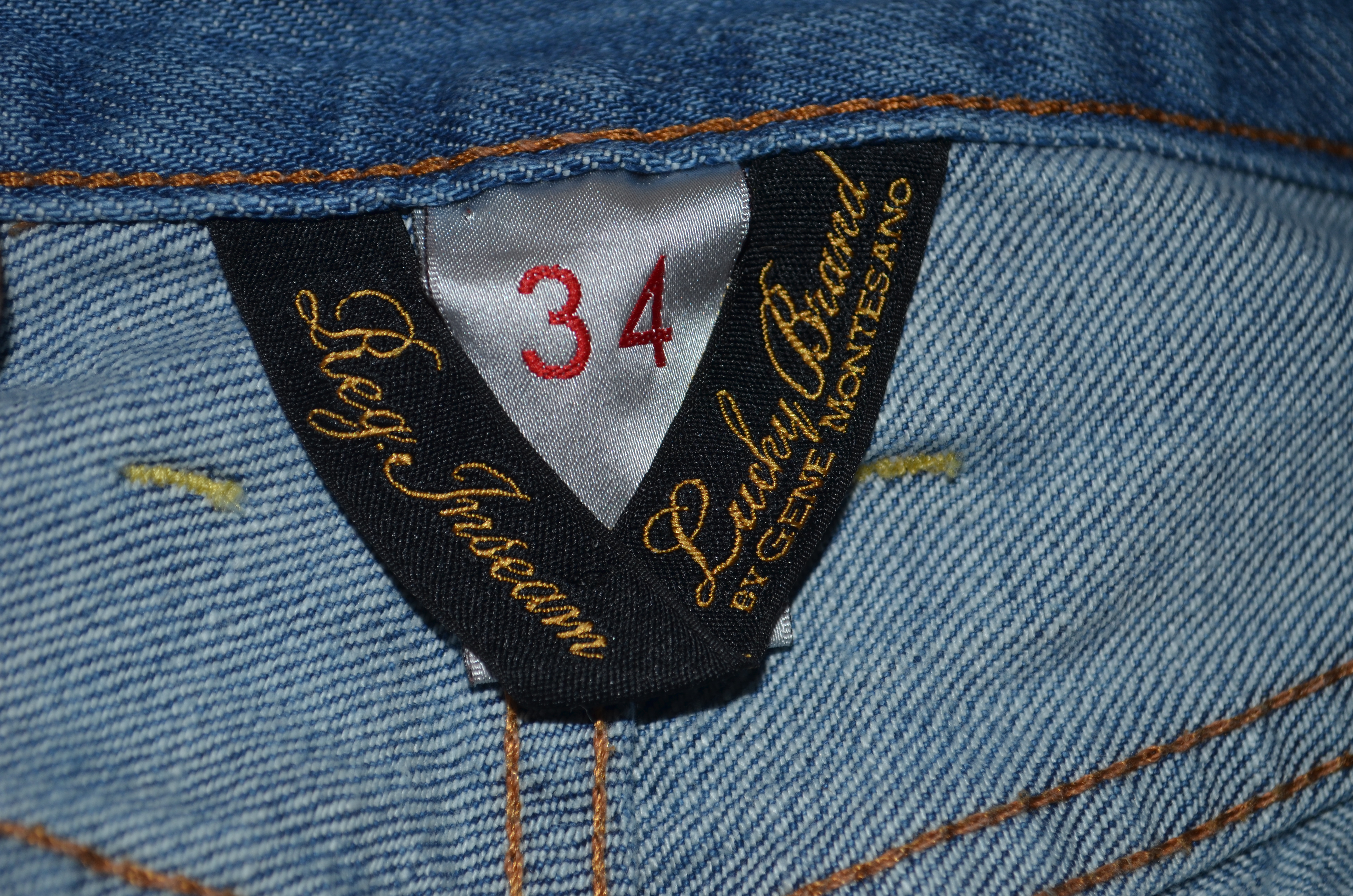
Внутрішній ярлик Лакі Бренд джинсів
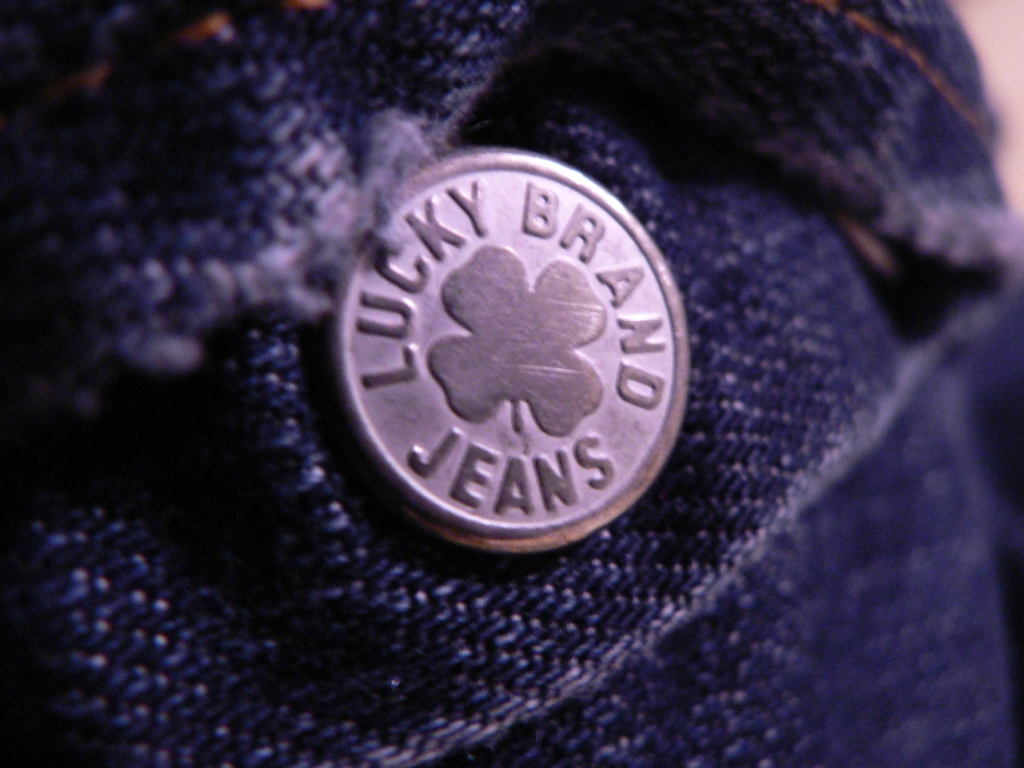
Ґудзик на ширінці пари Хендрікс Lucky Brand Jeans.
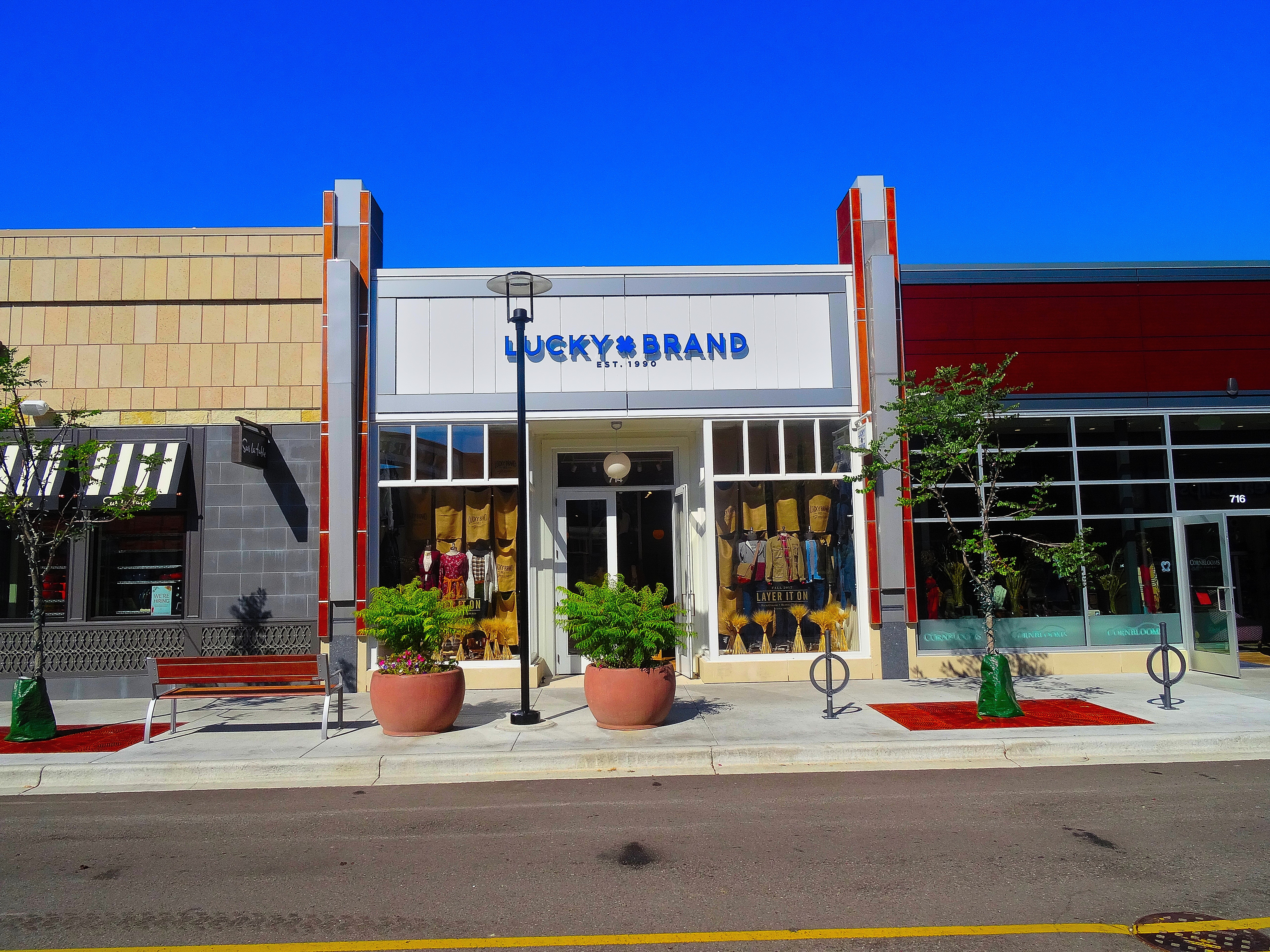
Бутік Лакі Бренд джинсів у Медісоні, столиці Вісконсину
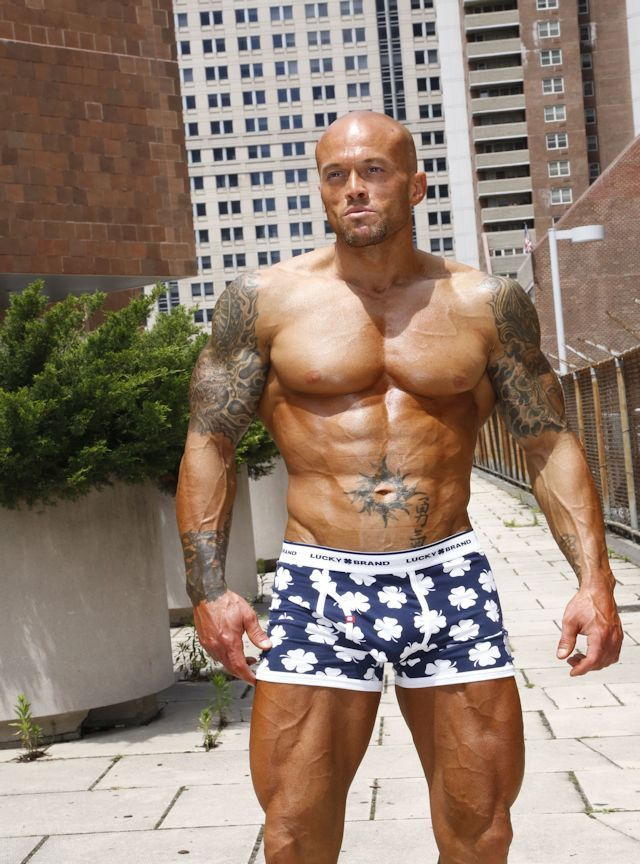
Чорношкіра татуйована модель у нижній білизні від Лакі Бренд